# Gerlinde Gschwendtner
Gerlinde Gschwendtner (* 1940 in Knittelfeld, Steiermark) ist eine österreichische Künstlerin und Sachbuchautorin.

## Leben
Gerlinde Gschwendtner studierte Kunst an der Akademie der Bildenden Künste und Geschichte an der Universität Wien. Anschließend unterrichtete sie als Professorin an Gymnasien in Österreich und leitete eine Jugendgalerie. Seit 1980 hält sie als Dozentin für Malerei und Kunstdidaktik Seminare, Workshops und Vorträge für die Weiterbildung von Künstlern und Galeristen in Deutschland, Österreich und der Schweiz. Seit 2000 ist sie als freischaffende Künstlerin tätig.
Gerlinde Gschwendtners Bilder waren in Ausstellungen im In- und Ausland zu sehen, mit Bildankäufen von öffentlichen und privaten Sammlern.

## Publikationen
- Die Kunst-Akademie Der Mensch. Gestaltung und bildnerischer Ausdruck. Englisch Verlag ISBN 3-8241-1272-8
- Der Kunst-Ratgeber Porträt. Künstlerische Darstellung. Englisch Verlag ISBN 978-3-8241-1280-7
- Der Kunst-Ratgeber Kompositionslehre mit Farben. Englisch Verlag ISBN 978-3-8241-1175-6